# Temple del Diví Juli

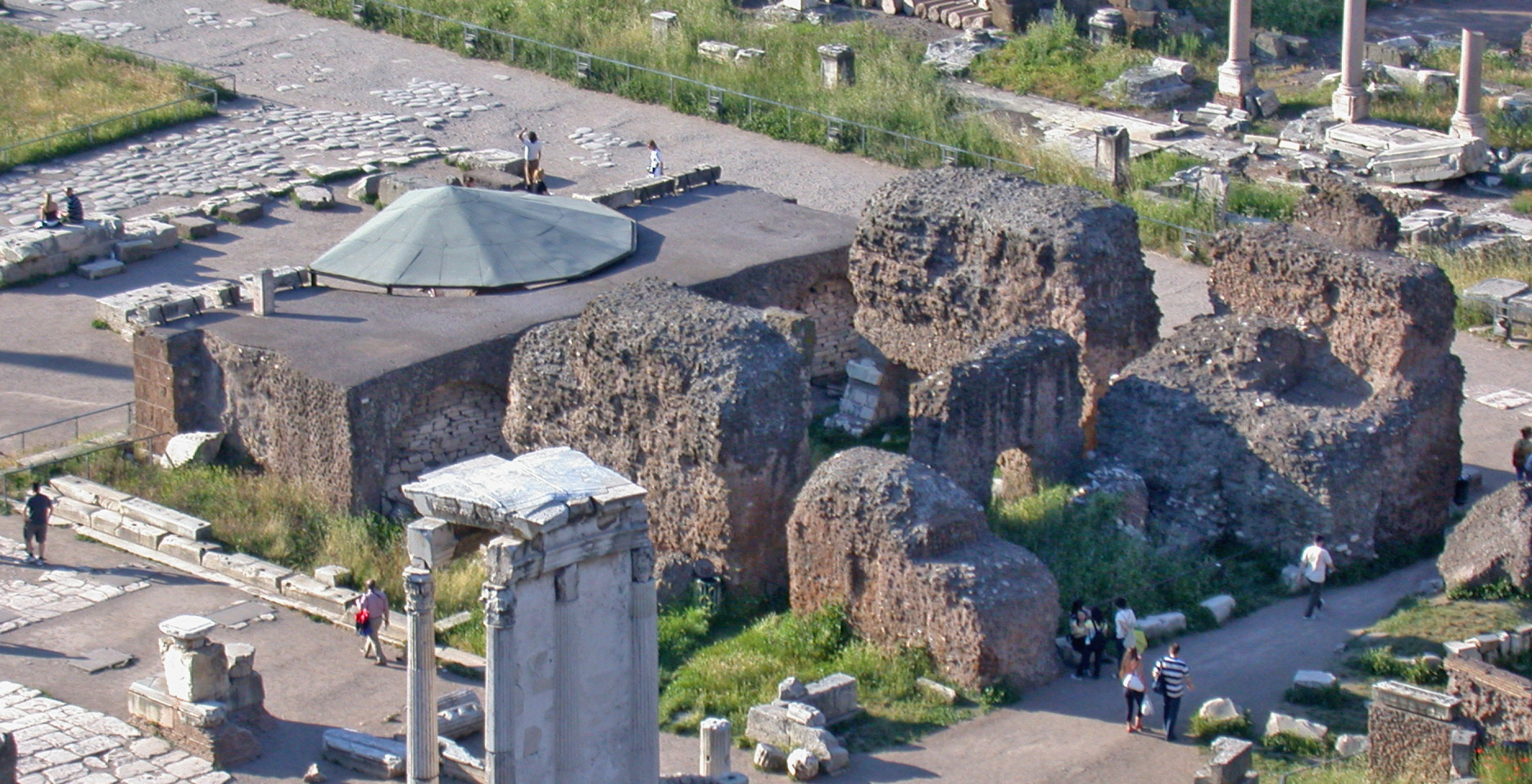
Restes del temple, al Palatí.

El Temple del Diví Juli o Temple del Cèsar (en llatí: aedes Divi Iulii) és un temple dedicat a Gai Juli Cèsar, qui fou divinitzat després de la seva mort. Fou erigit en el Fòrum Romà de Roma.
Cèsar va ser el primer romà que ser deificat després de la seva mort i, en conseqüència, honrat amb un temple, després del llegendari fundador Ròmul, a l'emplaçament del Mont Palatí sobre el Tíber el 21 d'abril del 753/754 aC.

## Història

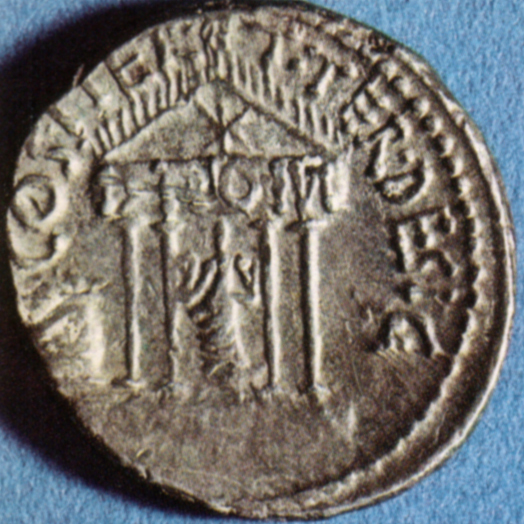
Denari d'August amb el temple del Diví Juli

Cèsar va ser assassinat durant una audiència del Senat celebrada a la Cúria, al Camp de Mart. El seu cos fou transportat al Fòrum, a prop de la Règia, que va ser la residència oficial del Pontifex Maximus, mantinguda pel dictador. En aquest lloc, a l'extrem oriental de la plaça del Fòrum, es va encendre la pira funerària per a la cremació i el seu funeral. Es va erigir un altar sobre una columna de marbre antic de color groc amb la inscripció Parenti Patriae («pare de la pàtria») que fou eliminat immediatament pel cònsol Publi Corneli Dolabel·la.
El 42 aC, a iniciativa dels triumvirs, el Senat va decretar la construcció del temple. La decisió coincidia amb la fi de la batalla de Filipos, on les forces dels assassins de Cèsar havien estat derrotades. Dos anys més tard, un sacerdot flamen major es va atribuir al culte de Cèsar, essent Marc Antoni el primer que ocupà aquest càrrec.
L'edifici va ser construït per August, el fill adoptiu de Cèsar, i dedicat el 18 d'agost de l'any 29 aC. Per al treball, un altre temple es va traslladar pel camí que vorejava la plaça al costat oriental i una altra construcció anterior va ser eliminada. D'aquesta última només se n'han vist dades de la seva fundació, en blocs de tuf de Grottaoscura atribuïble a la fi de l'època republicana, d'identificació desconeguda. La cerimònia d'inauguració va tenir lloc tres dies després del triomf que August havia celebrat per la victòria a la batalla d'Àccium a l'Egipte de Cleòpatra VII i moltes de les valuoses obres del botí guanyat van ser preservades en el temple.
L'edifici s'ha representat al revers d'algunes monedes dels anys 37-34 aC. Per tant, es considera que la seva construcció es va fer en aquells anys, mentre que la inauguració oficial es va endarrerir a causa de la guerra civil entre August i Marc Antoni. Probablement es tracta d'una representació simbòlica d'un edifici encara no realitzat, amb fins de propaganda. El temple va ser representat novament en monedes, a l'època d'Hadrià, però sembla que aleshores ja s'hi havien fet restauracions d'una certa importància.
Les restes de l'edifici van ser descobertes amb motiu de la inauguració del Fòrum general romà el 1872. Altres excavacions es van portar a terme durant els anys 1888, 1898 i 1899 (Giacomo Boni) i novament el 1950.

## Descripció
El temple era d'estil hexàstil amb sis columnes al front i dues als costats del pòrtic, que després continuaven amb pilastres a les parets laterals i posteriors del naos. Vitruvi va escriure que el temple era picnòstil (amb columnes molt pròximes entre si, separades per un petit espai entre el metre i mig de diàmetre del fust), com al Temple de Venus Genetrix i al Fòrum de Cèsar.
El frontó era adornat amb els rostrum dels vaixells de les naus enemigues de la batalla d'Àccium i contenia un rebaix circular en el centre de l'altar on s'havia realitzat el funeral de Cèsar. El temple es va situar al sud de l'Arc d'August i al nord d'un pòrtic que el vinculava amb la Basílica Emília, l'anomenat Arc de Gai i Luci Cèsar.

### Decoració arquitectònica

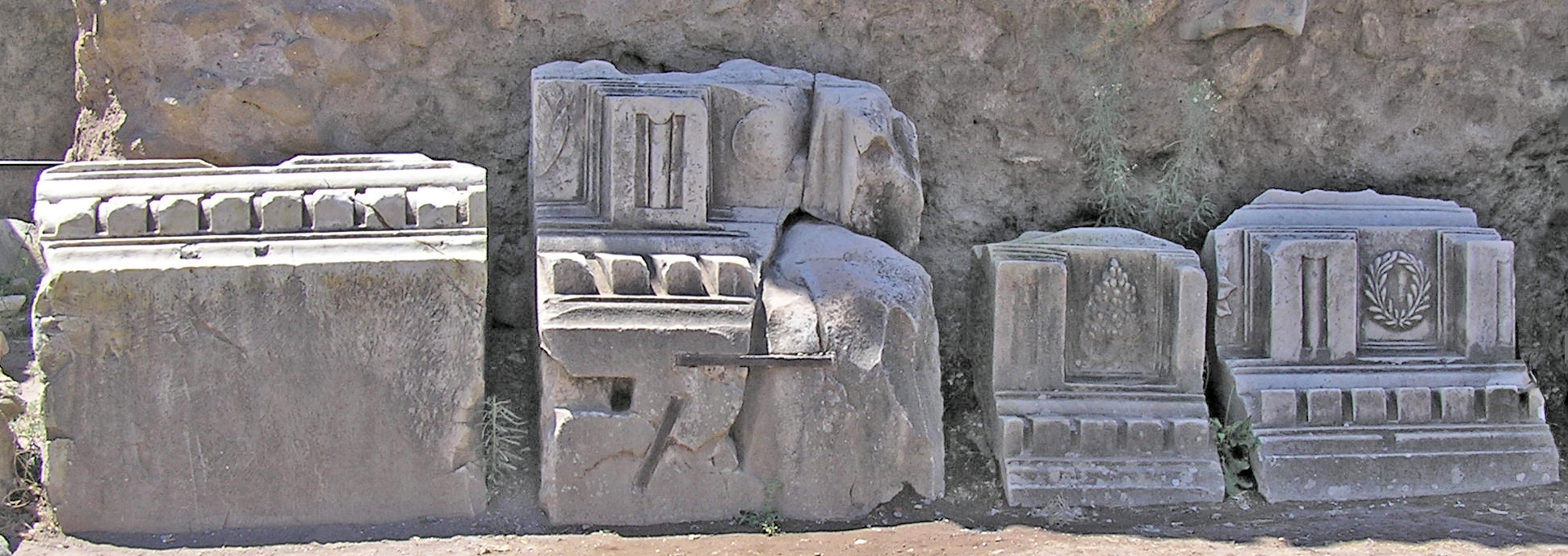
Cornisa amb mènsules d'ordre corinti del temple.

Antigament es creia que el temple era d'ordre jònic -és a dir, les columnes jòniques del front i les pilastres corinties a les parets del naos–, i més tard es va demostrar que tot el temple va ser d'ordre corinti, fet de marbre de Carrara. En queden algunes restes de fragments d'un fris amb volutes d'acant, amb figures femenines i personatges alats –potser Victòries–, cornises amb mènsules i fragments de capitells d'ordre corinti.
La qualitat de construcció de la decoració és més aviat discontínua. És probable que els millors artesans s'encarreguessin de la realització de la part de la façana i els que tenien menys experiència dels laterals i la part posterior.
La decoració de marbre del temple és de gust eclèctic amb trets arcaics i hel·lenístics, que representa un dels primers exemples de l'aplicació de l'arquitectura monumental de Corint, posteriorment desenvolupat en diferents edificis d'August fins a la formulació completa del Fòrum d'August.

### Interior del naos
El naos o la cel·la albergava l'estàtua de culte del deificat, Juli Cèsar, amb un estel al front. Això es devia al fet que, en ocasió de la mort de Cèsar, es va veure un cometa (sidus Iulium), l'aparició del qual fou considerada com un signe de la seva divinitat.
Dins del naos es van col·locar diverses obres d'art: un quadre del famós pintor grec Apel·les de Colofó, que representa l'Aphrodite Anadyomene, amb referència al mítics avantpassats dels Gens Júlia. La pintura fou substituïda a l'època de Neró perquè estava feta malbé.

### Rostra
El temple estava precedit per una plataforma utilitzada pels oradors (rostra aedis divi Iulii), a la qual s'accedia per dues plataformes laterals. Com en la més antiga Rostra situada en el costat oposat de la plaça, havia estat també decorada amb els rostrum dels vaixells capturats durant la Batalla d'Àccium. Aquí es va pronunciar l'oració fúnebre d'Octàvia, germana d'August, que va morir l'any 11 aC i la d'August l'any 14. La ubicació d'aquesta rostra és encara motiu de debat entre els acadèmics. En particular, no se sap si formava un sol cos amb el podi del temple o si n'estava separada.